# Hamilton (Wisconsin)
Hamilton – miasto w Stanach Zjednoczonych, w stanie Wisconsin, w hrabstwie La Crosse.